# Walter Klocke
Walter Klocke (* 27. August 1887 in Bielefeld; † 5. November 1965 in Gelsenkirchen) war ein deutscher Maler und Gestalter. Im Zuge des kirchlichen Wiederaufbaus der 1950er Jahre schuf er für eine große Zahl von Kirchen vor allem im Ruhrgebiet die Entwürfe zu neuen Bleiglasfenstern als Ersatz für die im Zweiten Weltkrieg zerstörten Originale. Beispiel ist das Aloisiusfenster in St. Joseph (Gelsenkirchen-Schalke).
Klocke lebte seit 1922 in Gelsenkirchen, von 1938 bis 1955 in der Künstlersiedlung Tiemannhof in Gelsenkirchen-Rotthausen, danach in Sutum.